# 信楽高原鐵道列車衝突事故
信楽高原鐵道列車衝突事故（しがらきこうげんてつどうれっしゃしょうとつじこ）は、1991年（平成3年）5月14日に、信楽高原鐵道信楽線において発生した列車衝突事故。信楽高原鐵道の車両と、直通運転で乗り入れていた西日本旅客鉄道（JR西日本）の車両が正面衝突して42人が死亡し、628人が負傷した。事故名は信楽高原鉄道事故（しがらきこうげんてつどうじこ）、信楽列車事故（しがらきれっしゃじこ）とも呼称された。

## 事故概要
1991年（平成3年）5月14日10時35分頃、滋賀県甲賀郡信楽町（現・甲賀市信楽町）黄瀬の信楽線小野谷信号場 - 紫香楽宮跡駅間で、信楽発貴生川行き普通列車（列車番号534D、SKR200形4両編成）と、JR西日本が運行していた京都発信楽行き臨時快速列車「世界陶芸祭しがらき号」（列車番号501D、キハ58系3両編成）が正面衝突した。JR西日本側は先頭車（キハ58 1023）の前部が押し潰されて全長のほぼ3分の1が上方へ座屈し、信楽高原鐵道側は先頭車（SKR202）が2両目（SKR204）とキハ58 1023に挟まれてテレスコーピング現象によって原型を留めないほどに押し潰され、2両目も貴生川側の妻面が大破した。これによってJR西日本側の乗客30名、信楽高原鐵道側の乗員・乗客12名（うち運転士と添乗社員4名）の合計42名が死亡、JR西日本側の運転士と信楽高原鐵道側の車掌を含む合計628名が重軽傷を負う大惨事となった。下り臨時快速列車が乗客で超満員の状態だったことから、人的被害が非常に大きくなった。

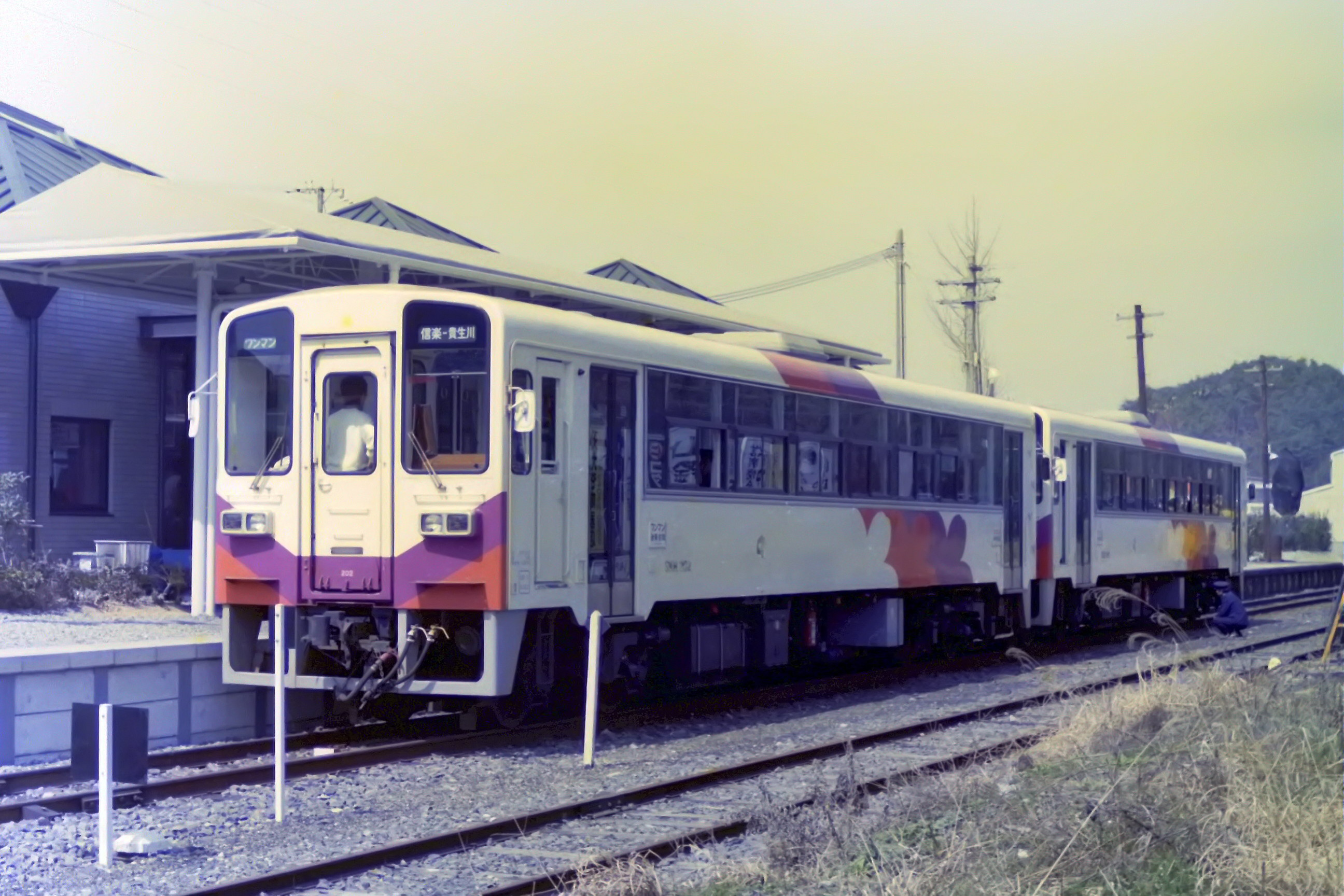
被災車となったSKR202
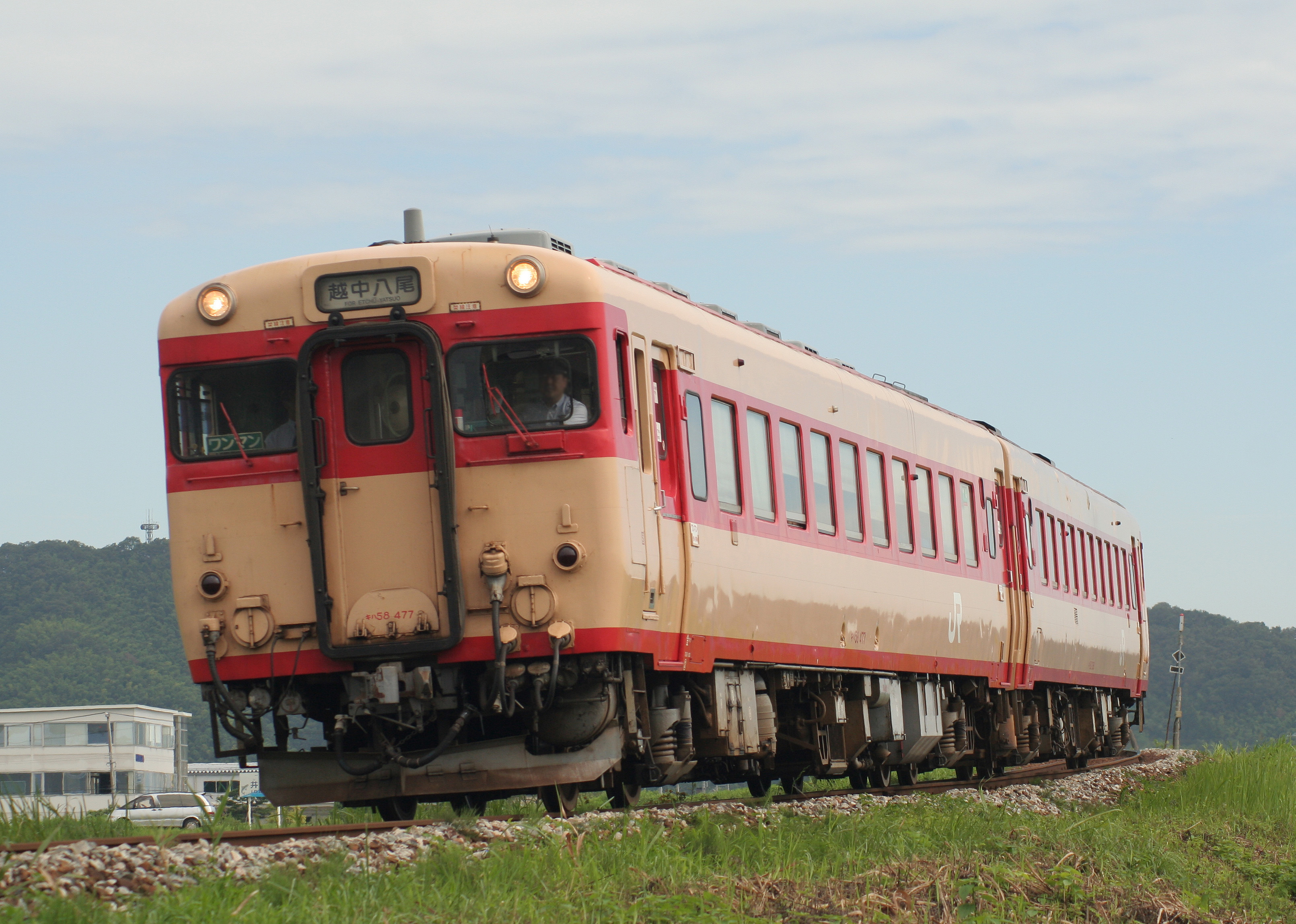
被災車となったキハ58系の同形車
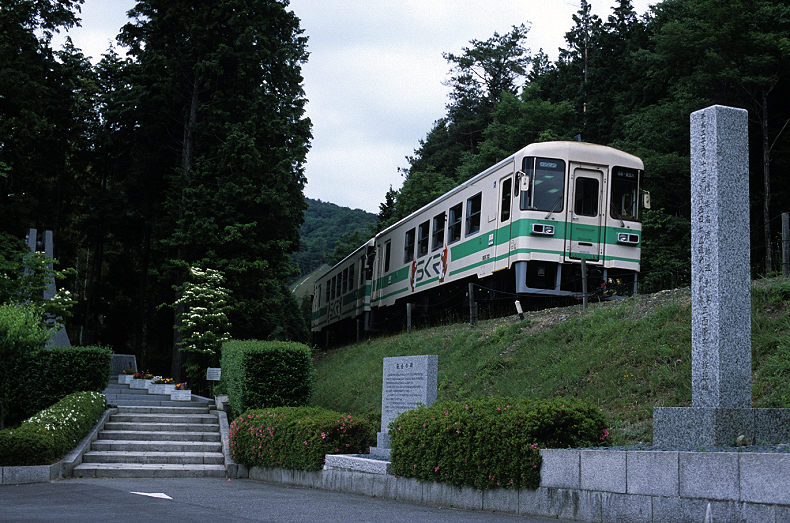
事故現場跡に建てられた慰霊碑

## 背景
1991年（平成3年）4月20日から37日間、信楽町での「世界陶芸祭セラミックワールドしがらき'91」を開催するにあたって、実行委員会は会期の想定来場者数35万人のうち、25%にあたる約9万人を鉄道輸送で賄おうとした。期間中の想定ピーク輸送人員約9千人/日に対して信楽高原鐵道の輸送力が不足（会期前の乗客は平均して2千人/日足らず）していたことから、実行委員会は1990年3月に滋賀県知事名で、信楽高原鐵道・JR西日本の両社に協力を要請した。
これを受け信楽高原鐵道は旧来の設備を約2億円かけて大規模改修し、路線の中間部に当たる箇所に小野谷信号場を設け、運行本数をほぼ倍増する工事を実施した。小野谷信号場は無人で運用することから、信楽高原鐵道は閉塞方式を票券閉塞式から特殊自動閉塞式に変更し、あわせて車両の進行により信号機と分岐器とを自動で設定する自動進路制御装置も設置した。また設備面でも単線で行き違いができなかった旧来の設備では来場客は到底運べないことから、設備改修と合わせJR西日本の車両と運転士をともに借り受ける協定を結んだ。しかし列車集中制御装置（CTC）は設置せず、信号および分岐器の動作は列車の運行によってのみ決まるシステムであったことが、後述のJR西日本による方向優先テコの無断設置の遠因になった。
実際には会期中信楽高原鐡道は、ピーク時約2万人/日と予想をも大幅に上回る輸送量に追われていた。主催者の予想した来場者35万人に対して、これをはるかに上回る客を集め、ゴールデンウィーク明けの5月11日には入場者50万人を達成していたのである（最終的には60万人）。

### 信楽線の配線略図
事故当時の信楽線および貴生川駅の配線略図を示す。当時は信楽線の列車交換は小野谷信号場以外ではできず、また貴生川駅には信楽高原鐵道の着発線が1本しかなく、草津線には待避線がなかった。
|       |        |                                  |                                  |                                  |                                  |                                  |                                  |                                  |                                  |                                  |                                  |                                  |                                  |                                  |                                  |                                  |                                  |                                  |                                  |                                  |                                  |                                  |                                  |                                  |                                  |                                  |                                  |                                  |                                  |                                  |                                  |           |           |           |       |        |        |        |        |        |        |         |
|       | Vvoie  |                                  |                                  |                                  |                                  |                                  |                                  |                                  |                                  |                                  |                                  |                                  |                                  |                                  |                                  |                                  |                                  |                                  |                                  |                                  |                                  |                                  |                                  |                                  |                                  |                                  |                                  |                                  |                                  |                                  |                                  |           |           |           |       |        |        |        |        |        |        |         |
|       | Vvoie  | 至 柘植駅 （亀山駅方面）         | 至 柘植駅 （亀山駅方面）         | 至 柘植駅 （亀山駅方面）         | 至 柘植駅 （亀山駅方面）         | 至 柘植駅 （亀山駅方面）         | 至 柘植駅 （亀山駅方面）         | 至 柘植駅 （亀山駅方面）         | 至 柘植駅 （亀山駅方面）         | 至 柘植駅 （亀山駅方面）         | 至 柘植駅 （亀山駅方面）         | 至 柘植駅 （亀山駅方面）         | 至 柘植駅 （亀山駅方面）         | 至 柘植駅 （亀山駅方面）         | 至 柘植駅 （亀山駅方面）         | 至 柘植駅 （亀山駅方面）         | 至 柘植駅 （亀山駅方面）         | 至 柘植駅 （亀山駅方面）         | 至 柘植駅 （亀山駅方面）         | 至 柘植駅 （亀山駅方面）         | 至 柘植駅 （亀山駅方面）         | 至 柘植駅 （亀山駅方面）         | 至 柘植駅 （亀山駅方面）         | 至 柘植駅 （亀山駅方面）         | 至 柘植駅 （亀山駅方面）         | 至 柘植駅 （亀山駅方面）         | 至 柘植駅 （亀山駅方面）         | 至 柘植駅 （亀山駅方面）         | 至 柘植駅 （亀山駅方面）         | 至 柘植駅 （亀山駅方面）         | 至 柘植駅 （亀山駅方面）         |           |           |           |       |        |        |        |        |        |        |         |
|       | Vvoie  |                                  |                                  |                                  |                                  |                                  |                                  |                                  |                                  |                                  |                                  |                                  |                                  |                                  |                                  |                                  |                                  |                                  |                                  |                                  |                                  |                                  |                                  |                                  |                                  |                                  |                                  |                                  |                                  |                                  |                                  |           |           |           |       |        |        |        |        |        |        |         |
|       | Vvoie  | ←草津線                          | ←草津線                          | ←草津線                          | ←草津線                          | ←草津線                          | ←草津線                          | ←草津線                          | ←草津線                          | ←草津線                          | ←草津線                          | ←草津線                          | ←草津線                          | ←草津線                          | ←草津線                          | ←草津線                          | ←草津線                          | ←草津線                          | ←草津線                          | ←草津線                          | ←草津線                          | ←草津線                          | ←草津線                          | ←草津線                          | ←草津線                          | ←草津線                          | ←草津線                          | ←草津線                          | ←草津線                          | ←草津線                          | ←草津線                          |           |           |           |       |        |        |        |        |        |        |         |
|       | Vvoie  |                                  |                                  |                                  |                                  |                                  |                                  |                                  |                                  |                                  |                                  |                                  |                                  |                                  |                                  |                                  |                                  |                                  |                                  |                                  |                                  |                                  |                                  |                                  |                                  |                                  |                                  |                                  |                                  |                                  |                                  |           |           |           |       | quaib  | quaib  | quaib  | quaib  |        |        |         |
|       | Vvoie  |                                  |                                  | 信楽線↓                          | 信楽線↓                          | 信楽線↓                          | 信楽線↓                          | 信楽線↓                          |                                  |                                  | 小野谷信号場                     | 小野谷信号場                     | 小野谷信号場                     | 小野谷信号場                     | 小野谷信号場                     | 小野谷信号場                     | 小野谷信号場                     |                                  | ↓事故現場                        | ↓事故現場                        | ↓事故現場                        | ↓事故現場                        | ↓事故現場                        | ↓事故現場                        |                                  |                                  | quaib                            |                                  |                                  |                                  |                                  |           |           | courbebg  | voie  | voie   | voie   | voie   | voie   | voie   | voie   | butoird |
|       | Vvoie  |                                  |                                  |                                  |                                  | courbebg                         | voie                             | voie                             | voie                             | voie                             | bifbd                            | voie                             | voie                             | voie                             | voie                             | bifbg                            | voie                             | voie                             | voie                             | voie                             | voie                             | voie                             | voie                             | voie                             | voie                             | voie                             | voie                             | voie                             | voie                             | voie                             | voie                             | voie      | bifd      |           |       |        |        |        |        |        |        |         |
|       | Vvoie  |                                  |                                  |                                  | Mvoie                            |                                  |                                  |                                  |                                  |                                  |                                  | courbehg                         | voie                             | voie                             | courbehd                         |                                  |                                  |                                  |                                  |                                  |                                  | quaih                            |                                  |                                  | quaih                            |                                  |                                  |                                  | quaih                            |                                  |                                  |           |           | courbehg  | bifbg | voie   | voie   | voie   | voie   | voie   | voie   | butoird |
|       | Vvoie  |                                  |                                  | Vcourbehd                        |                                  |                                  |                                  |                                  |                                  |                                  |                                  |                                  |                                  |                                  |                                  |                                  |                                  |                                  |                                  |                                  |                                  |                                  |                                  |                                  |                                  |                                  |                                  |                                  |                                  |                                  |                                  |           |           | Mvoie     |       | quaih  | quaih  | quaih  | quaih  |        |        |         |
|       | Vvoie  |                                  |                                  | Vvoie                            | 車庫                             | 車庫                             | 車庫                             | 車庫                             | 車庫                             | 車庫                             | 車庫                             | 車庫                             | 車庫                             | 車庫                             | 車庫                             | 車庫                             | 車庫                             | 車庫                             | 車庫                             | 車庫                             | 車庫                             | 車庫                             | 車庫                             | 車庫                             | 車庫                             | 車庫                             | 車庫                             | 車庫                             | 車庫                             | 車庫                             | 車庫                             | 車庫      | voieshd   |           |       | 信楽駅 | 信楽駅 | 信楽駅 | 信楽駅 | 信楽駅 | 信楽駅 |         |
|       | Vvoie  |                                  |                                  | Vvoie                            | ←会社境界                        | ←会社境界                        | ←会社境界                        | ←会社境界                        | ←会社境界                        | ←会社境界                        | ←会社境界                        | ←会社境界                        | ←会社境界                        | ←会社境界                        | ←会社境界                        | ←会社境界                        | ←会社境界                        | ←会社境界                        | ←会社境界                        | ←会社境界                        | ←会社境界                        | ←会社境界                        | ←会社境界                        | ←会社境界                        | ←会社境界                        | ←会社境界                        | ←会社境界                        | ←会社境界                        | ←会社境界                        | ←会社境界                        | ←会社境界                        | ←会社境界 | ←会社境界 | ←会社境界 |       |        |        |        |        |        |        |         |
|       | VPN    | route                            | route                            | VPN                              | ←虫生野踏切                      | ←虫生野踏切                      | ←虫生野踏切                      | ←虫生野踏切                      | ←虫生野踏切                      | ←虫生野踏切                      | ←虫生野踏切                      | ←虫生野踏切                      | ←虫生野踏切                      | ←虫生野踏切                      |                                  |                                  |                                  |                                  |                                  |                                  |                                  |                                  |                                  |                                  |                                  |                                  |                                  |                                  |                                  |                                  |                                  |           |           |           |       |        |        |        |        |        |        |         |
|       | Vvoie  |                                  |                                  | Vvoie                            |                                  |                                  |                                  |                                  |                                  |                                  |                                  |                                  |                                  |                                  |                                  |                                  |                                  |                                  |                                  |                                  |                                  |                                  |                                  |                                  |                                  |                                  |                                  |                                  |                                  |                                  |                                  |           |           |           |       |        |        |        |        |        |        |         |
|       | Vvoie  |                                  |                                  | Vbifbg                           |                                  |                                  |                                  |                                  |                                  |                                  |                                  |                                  |                                  |                                  |                                  |                                  |                                  |                                  |                                  |                                  |                                  |                                  |                                  |                                  |                                  |                                  |                                  |                                  |                                  |                                  |                                  |           |           |           |       |        |        |        |        |        |        |         |
|       | Vvoie  |                                  | Mvoie                            | Vvoie                            |                                  |                                  |                                  |                                  |                                  |                                  |                                  |                                  |                                  |                                  |                                  |                                  |                                  |                                  |                                  |                                  |                                  |                                  |                                  |                                  |                                  |                                  |                                  |                                  |                                  |                                  |                                  |           |           |           |       |        |        |        |        |        |        |         |
|       | Vvoie  | Mvoie                            |                                  | Vvoie                            |                                  |                                  |                                  |                                  |                                  |                                  |                                  |                                  |                                  |                                  |                                  |                                  |                                  |                                  |                                  |                                  |                                  |                                  |                                  |                                  |                                  |                                  |                                  |                                  |                                  |                                  |                                  |           |           |           |       |        |        |        |        |        |        |         |
|       | Vbifhd |                                  |                                  | Vvoie                            |                                  |                                  |                                  |                                  |                                  |                                  |                                  |                                  |                                  |                                  |                                  |                                  |                                  |                                  |                                  |                                  |                                  |                                  |                                  |                                  |                                  |                                  |                                  |                                  |                                  |                                  |                                  |           |           |           |       |        |        |        |        |        |        |         |
|       | Vbifbd |                                  |                                  | Vvoie                            |                                  |                                  |                                  |                                  |                                  |                                  |                                  |                                  |                                  |                                  |                                  |                                  |                                  |                                  |                                  |                                  |                                  |                                  |                                  |                                  |                                  |                                  |                                  |                                  |                                  |                                  |                                  |           |           |           |       |        |        |        |        |        |        |         |
|       | Vvoie  | Vcourbehg                        |                                  | Vvoie                            |                                  |                                  |                                  |                                  |                                  |                                  |                                  |                                  |                                  |                                  |                                  |                                  |                                  |                                  |                                  |                                  |                                  |                                  |                                  |                                  |                                  |                                  |                                  |                                  |                                  |                                  |                                  |           |           |           |       |        |        |        |        |        |        |         |
| quaig | Vvoie  | Vvoie                            | quai                             | Vvoie                            |                                  |                                  |                                  |                                  |                                  |                                  |                                  |                                  |                                  |                                  |                                  |                                  |                                  |                                  |                                  |                                  |                                  |                                  |                                  |                                  |                                  |                                  |                                  |                                  |                                  |                                  |                                  |           |           |           |       |        |        |        |        |        |        |         |
| quaig | Vvoie  | Vvoie                            | quai                             | Vvoie                            |                                  |                                  |                                  |                                  |                                  |                                  |                                  |                                  |                                  |                                  |                                  |                                  |                                  |                                  |                                  |                                  |                                  |                                  |                                  |                                  |                                  |                                  |                                  |                                  |                                  |                                  |                                  |           |           |           |       |        |        |        |        |        |        |         |
| quaig | Vvoie  | Vvoie                            | quai                             | Vvoie                            |                                  |                                  |                                  |                                  |                                  |                                  |                                  |                                  |                                  |                                  |                                  |                                  |                                  |                                  |                                  |                                  |                                  |                                  |                                  |                                  |                                  |                                  |                                  |                                  |                                  |                                  |                                  |           |           |           |       |        |        |        |        |        |        |         |
| quaig | Vvoie  | Vvoie                            | quai                             | Vbutoirb                         | 貴生川駅                         | 貴生川駅                         | 貴生川駅                         | 貴生川駅                         | 貴生川駅                         | 貴生川駅                         | 貴生川駅                         | 貴生川駅                         |                                  |                                  |                                  |                                  |                                  |                                  |                                  |                                  |                                  |                                  |                                  |                                  |                                  |                                  |                                  |                                  |                                  |                                  |                                  |           |           |           |       |        |        |        |        |        |        |         |
| quaig | Vvoie  | Vvoie                            | quaid                            |                                  |                                  |                                  |                                  |                                  |                                  |                                  |                                  |                                  |                                  |                                  |                                  |                                  |                                  |                                  |                                  |                                  |                                  |                                  |                                  |                                  |                                  |                                  |                                  |                                  |                                  |                                  |                                  |           |           |           |       |        |        |        |        |        |        |         |
|       | Vvoie  | Vcourbebg                        |                                  |                                  |                                  |                                  |                                  |                                  |                                  |                                  |                                  |                                  |                                  |                                  |                                  |                                  |                                  |                                  |                                  |                                  |                                  |                                  |                                  |                                  |                                  |                                  |                                  |                                  |                                  |                                  |                                  |           |           |           |       |        |        |        |        |        |        |         |
|       | Vbifhd |                                  |                                  |                                  |                                  |                                  |                                  |                                  |                                  |                                  |                                  |                                  |                                  |                                  |                                  |                                  |                                  |                                  |                                  |                                  |                                  |                                  |                                  |                                  |                                  |                                  |                                  |                                  |                                  |                                  |                                  |           |           |           |       |        |        |        |        |        |        |         |
|       | Vvoie  |                                  |                                  |                                  |                                  |                                  |                                  |                                  |                                  |                                  |                                  |                                  |                                  |                                  |                                  |                                  |                                  |                                  |                                  |                                  |                                  |                                  |                                  |                                  |                                  |                                  |                                  |                                  |                                  |                                  |                                  |           |           |           |       |        |        |        |        |        |        |         |
|       | Vvoie  | 至 草津駅 （大津駅・京都駅方面） | 至 草津駅 （大津駅・京都駅方面） | 至 草津駅 （大津駅・京都駅方面） | 至 草津駅 （大津駅・京都駅方面） | 至 草津駅 （大津駅・京都駅方面） | 至 草津駅 （大津駅・京都駅方面） | 至 草津駅 （大津駅・京都駅方面） | 至 草津駅 （大津駅・京都駅方面） | 至 草津駅 （大津駅・京都駅方面） | 至 草津駅 （大津駅・京都駅方面） | 至 草津駅 （大津駅・京都駅方面） | 至 草津駅 （大津駅・京都駅方面） | 至 草津駅 （大津駅・京都駅方面） | 至 草津駅 （大津駅・京都駅方面） | 至 草津駅 （大津駅・京都駅方面） | 至 草津駅 （大津駅・京都駅方面） | 至 草津駅 （大津駅・京都駅方面） | 至 草津駅 （大津駅・京都駅方面） | 至 草津駅 （大津駅・京都駅方面） | 至 草津駅 （大津駅・京都駅方面） | 至 草津駅 （大津駅・京都駅方面） | 至 草津駅 （大津駅・京都駅方面） | 至 草津駅 （大津駅・京都駅方面） | 至 草津駅 （大津駅・京都駅方面） | 至 草津駅 （大津駅・京都駅方面） | 至 草津駅 （大津駅・京都駅方面） | 至 草津駅 （大津駅・京都駅方面） | 至 草津駅 （大津駅・京都駅方面） | 至 草津駅 （大津駅・京都駅方面） | 至 草津駅 （大津駅・京都駅方面） |           |           |           |       |        |        |        |        |        |        |         |

（側線など本文中で言及しない部分については省略。なお中間駅は全て1面1線の停留場であるため駅の存在だけ記述した）

### 信楽線の信号システム
事故当時の信楽線は、閉塞が
```
貴生川駅--（単線区間1）-〈小野谷信号場〉-（単線区間2）--信楽駅
```

という構造になっていた。単線区間では、当然のことながら、どちらか一方向にしか列車を走らせることはできない。そのため単線区間の1と2では、信楽方向（→方向：下り）に列車を進行させるか、貴生川方向（←方向：上り）に進行させるかが自動的に設定され、列車の運行に従って自動的に信号の現示と分岐器の操作が行われる仕組みになっていた。この機能により小野谷信号場は無人のまま、両端駅である信楽・貴生川の両駅の出発信号機の操作だけで行き違いができるシステムとなっていた。小野谷信号場には安全側線がないことから、場内信号機の進入許可の現示は警戒信号（黄黄の2灯）で、出発信号機の制御点まで列車が進行し、かつ信号所に入りその先の単線区間の閉塞が確保できたら出発信号機が青信号を出す仕様になっていた。無人信号場であることから、信楽駅から運転士に連絡を入れるよう求める黄色の回転灯も設置された。なお近江鉄道では、単線自動閉塞の信号システムが既に稼働しており、黄色の回転灯も近江鉄道のシステムに倣った。
たとえば事故時のように貴生川駅と信楽駅から同時に列車が発車して小野谷信号場ですれ違う場合であれば、貴生川駅発の列車、信楽駅発の列車双方に青信号を出すと単線区間1が信楽方向に、単線区間2が貴生川方向に切り替わり、それぞれの駅を列車が出発できる。そして両列車とも単線区間を通って小野谷信号場に到着すれば、逆に単線区間1が貴生川方向に、単線区間2が信楽方向に切り替わるので、2つの列車は信号場ですれ違って目的地に向かうことができる。注意すべきは竣工当初、小野谷信号場には下り上りともに場内信号機と出発信号機との間に反位片鎖錠が設定されていた。
貴生川駅構内はJR西日本の管轄であるため、信号システムはそのほとんどが信楽高原鐵道側であるものの、貴生川駅の連動装置の変更が必要になることからJR西日本および信楽高原鐵道の両社で分担して設計・施工されることとなった。それぞれ別々の会社に設計・施工を依頼し、かつ認可通りの設備で連動試験を行っている。しかし試験後の両社の無認可改造ならびに設計の相互レビューの不徹底が信号システムの相次ぐトラブル、そして正面衝突事故につながっていくことになる。

## 原因

### 代用閉塞取扱の手続き無視と誤出発検知装置の誤作動

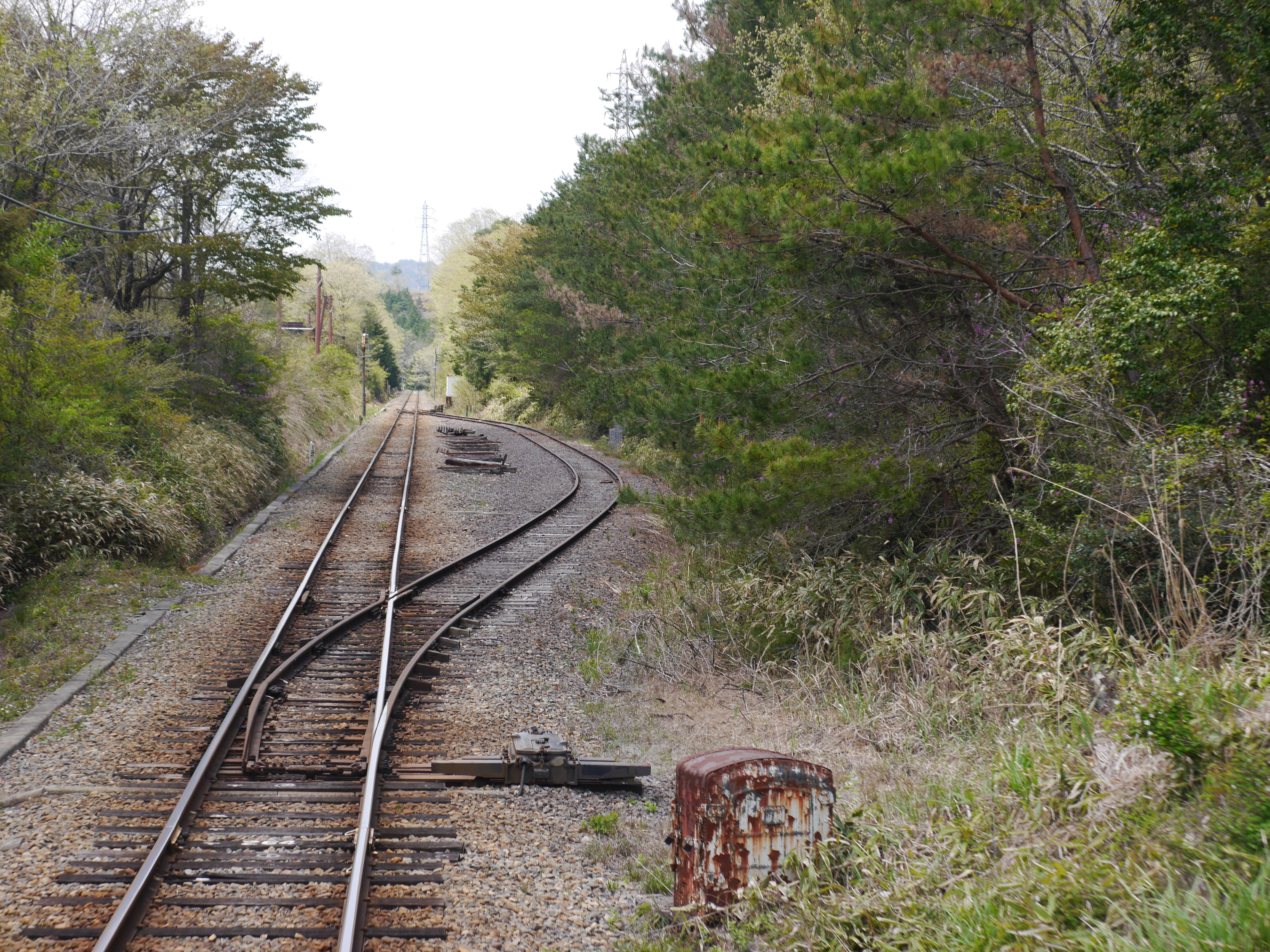
小野谷信号場（2017年撮影）
運行再開後に用いられることはなく、事故当日に下り臨時快速列車（501D）を発車させた下り出発信号機を含む全ての設備が2021年度までに撤去された。

発端は、上り普通列車（信楽駅発貴生川駅行き、534D）を発車させるため、信楽駅の制御盤で出発信号機を出発現示（青信号）にしようとスイッチ（テコと呼ばれる）を操作したにもかかわらず、停止現示（赤信号）のまま変化しなかったことにある。このとき、折り返し上り普通列車（534D）となる下り普通列車（貴生川駅発信楽駅行き、531D）が正しく信楽駅に到着しているにもかかわらず、下りの運転方向表示が点灯したままだった。分岐器を調べたが線路は開通しており、信号トラブルを疑ったため信楽高原鐵道は保守要員として詰めていた信号システム会社の社員に点検を命じた。それとともに、代用閉塞である指導通信式の採用を早々に決定。小野谷信号場で対向列車である下り臨時快速列車（京都駅発信楽駅行き、501D）と行き違いを実現すべく、誤出発検知装置を頼りにして、指導員となる社員を添乗させ上り普通列車（534D）を11分遅れの10時25分頃に発車させた。この列車には指導員役の社員の他、当日の午後から安全管理などの査察に来る予定だった運輸省（現：国土交通省）近畿運輸局の係官を貴生川駅まで出迎えに行こうとした常務、おそらくは指揮を執るべく乗り込んだ業務課長、夜勤明けで自宅に帰る予定だった運転士の計4人が乗り込んだ。事故で本務運転士も含め、添乗した4人全ての計5名が死亡し、信楽高原鐵道の乗務員で生存したのは車掌1名のみだった。
代用閉塞を開始する場合、閉塞区間の両端に駅員を配置して対向列車の抑止と閉塞区間に列車がいないことを確認しなければならない。この場合は少なくとも対向列車である下り臨時快速列車（501D）が小野谷信号場で停車し、代用閉塞の使用を運転士に通告した上で出発を抑止したことを、小野谷信号場に到着した閉塞責任者から信楽駅の運転主任に伝達され確認した後でなければ、上り普通列車（534D）は出発させてはならなかった。しかし事故当時、代用閉塞に必要な要員を自動車で小野谷信号場に差し向けたものの、その到着を待たずに上り普通列車（534D）を発車させてしまった。これにより刑事裁判においても代用閉塞に必要な措置を取らなかったことにより事故を招いたとして当事者は刑事罰を受けた。
しかしながら、改修した信号システムはトラブル続きだった。貴生川駅の出発信号機を青信号にできないトラブルは4月8日、4月12日の2度、事故当日と全く同じ、信楽駅で出発信号機を青信号にできないトラブルはゴールデンウィーク中の5月3日にもあった。特に5月3日のケースは事故時の列車と全く同じ上り普通列車（534D）で起きていた。この時は代用閉塞への変更すら行わず、誤出発検知装置を頼りに10時20分頃に上り普通列車（534D）を出発させていた。対向列車である下り臨時快速列車（501D）は小野谷信号場で停車しており、業務課長は小野谷信号場まで列車に添乗し、自ら手動で分岐器の操作を行って列車を行き違いさせていた。さらにその1時間後の下り列車も代用閉塞に必要な運転通告券の交付を受けず、小野谷信号場に居合わせた業務課長による口頭の要請のまま、小野谷信号場から信楽駅まで運転させていた。そして、5月3日のこの列車の運転士が事故当日の下り臨時快速列車（501D）の運転士であった。事故当日も業務課長が上り普通（534D）に乗り込んだことから5月3日と同様の解決法を取ろうとしたものと思われるが、列車の運行中は厳禁とされていた信号継電器室での作業も影響を与えた可能性があり、5月3日には有効に作用したこの手法によっても対向の下り臨時快速列車（501D）を停車させることができず、両列車が正面衝突するに至った。
小野谷信号場の下り出発信号機が赤にならなかった理由について、信楽駅構内の信号固着の修理のために同駅の継電器室（信号機器室）において行われていた、運行時間中の信号装置の点検作業が指摘されている。小野谷信号場の出発信号機は先の装置により一度は実際に赤に変えられたが、その作業の影響により、再び青に戻ってしまったとみられている。事故検証において信楽駅とともに小野谷信号場の誤出発検知装置も調べられたが誤出発は検知されておらず、下り臨時快速列車（501D）は青信号で通過したものとみられる。
事故後、警察は実際に車両を動かして信号の動作検証を行った。信楽駅における出発信号機の青信号が出せない現象は、方向優先テコの操作、小野谷信号場の下り場内信号機（貴生川駅側）と下り出発信号機との間の反位片鎖錠の関係、小野谷信号場下り場内信号機の制御接近点の変更工事が複合して発生した現象だと鑑定されたが、事故当日小野谷信号場の下り出発信号機が誤出発を検知しながら青信号になった理由については検証で再現できず、継電器室でのジャンパ線による人為的接続の想定ケースを列挙するにとどまった。

### 両社の無認可改造
事故の発端となった信楽駅の信号不具合の遠因は、信楽高原鐵道とJR西日本がそれぞれ別個に、近畿運輸局の認可を得ずに行った信号制御の改造と、両社の意思疎通の欠如にあった。
JR西日本からの直通列車が貴生川駅に着くのが遅れ、信楽駅から貴生川駅に向かう列車の方が早く小野谷信号場に到着した場合、小野谷信号場への到着で貴生川駅 - 小野谷信号場間の運転方向が貴生川方向に切り替わり、上り列車が貴生川駅まで到着できてしまう。すると遅れて着いた直通列車は貴生川駅で足止めされてしまい、単線であるJR草津線を走る他の列車にまで影響を及ぼす事態となる。この問題の解決策について関係会社間での小野谷信号場の信号システムの仕様の打ち合わせ時にJR西日本側から、小野谷信号場の上り出発信号機を抑止する機能の実装として、JR西日本亀山CTCセンター（亀山CTC）に方向優先テコを設置するという提案がなされた。しかし会議に同席した信楽高原鐵道側の信号システムの設計会社から、JR西日本が信楽高原鐵道の信号機を操作するという信号設備のタブーを指摘され、その場で方向優先テコの設置案は取り下げられた。それを受け、会議では運行管理権の原則どおり、亀山CTCと信楽駅間との直通電話の設置と、信楽駅からの操作で上り列車を小野谷信号場に抑止するボタンを設置し取り扱うという合意を得た。
こうしてJR西日本が当初提案した方向優先テコ設置はいったん取り下げられたはずだったが、後日、JR西日本は信楽高原鐵道に無断でかつ、運輸局の認可を受けることなく、当初案通り亀山CTCに方向優先テコを無届出で設置した。またJR西日本は方向優先テコにより機能を果たせるとして、信楽高原鐵道が工事担当する信号メーカーの工場へ指示し、先の合意を実行するための信楽駅の制御盤上の抑止テコを外させた。ところがJR西日本が設置した方向優先テコは信楽方向に運転方向を設定しなければ機能しないものであった。そのため亀山CTCの運転指令員は一度貴生川駅の出発信号機を青にし、運転方向が信楽方向になったのを確認した後に方向優先テコを入れ、その後、貴生川駅の出発信号機を再び赤にする操作を強いられた。
一方で信楽高原鐵道も検査合格の日である1991年（平成3年）3月8日に無認可改造を行っていた。小野谷信号場は峠に位置するため、場内信号機手前の地点にあった信号制御点では上り・下り双方の列車とも急勾配を登り切る前に減速を余儀なくされる（場内信号機の定位は赤信号のためATSが作動し、登坂中にいったんブレーキ操作をしなければならない）。急勾配に加えカーブによる速度制限もあり運転士の間からクレームが付いたため、両方の単線区間において両端駅から小野谷信号場への方向設定が行われた時点で小野谷信号場の場内信号機を警戒信号にするよう改造を行なった。さらに信楽駅到着の列車の進入をスムーズにするために、認可された信号制御システムは信楽駅手前の地点通過により場内信号機に進入許可を出すものであったものを改造し、小野谷信号場 - 信楽駅間の進路が信楽方向であれば信楽駅の場内信号機が進入許可を出すように改造した。
両社の無認可改造は両社間での相互チェックを経ることはもちろん、結線図・連動図表の交換すらしなかった。しかも両社とも「小規模な工事」だとして自社内での連動会議・結線会議も十分に行われることはなかった。
こうした両社の無認可改造の結果、貴生川駅 - 小野谷信号場間に列車が在線中に亀山CTCで方向優先テコを扱うと、その機能により小野谷信号場で一度反位になった下り線場内信号機が定位に戻らないことから、反位片鎖錠の関係にある出発信号機は反位のまま戻らなくなった（ただし列車在線中は赤信号を現示する）。その結果、列車の進行につれて方向優先テコの信号が信楽駅にまで伝播し、貴生川駅から信楽駅に至るまで運転方向が下りに固定されてしまうという、JR西日本の意図しない結果になった。このため事故当日の信楽駅の信号機も、方向優先テコを引かれた状態で先行した下り列車によって設定された運転方向が信楽駅到着後も解除されず運転方向が下りのまま固定されてしまった。したがって、逆向きの上りである信楽駅の出発信号機は赤のまま変わらなくなってしまった。
事故当日が5月3日の再現であれば、仮に信楽駅から上り列車が出発信号機の赤信号を無視して発車しても誤出発検知リレーが作動し、小野谷信号場の下り出発信号機が赤になるはずであった。しかし5月3日の時とは異なり、継電器室での作業により誤出発検知信号が途切れてしまった。運転方向が下り（小野谷信号場から信楽駅方向）のまま在線状態はクリアされていたため、自動進路制御装置の機能により下り臨時快速列車（501D）は小野谷信号場を青信号で通過し単線区間に入り、上り普通列車（534D）と正面衝突することになった。仮に誤出発検知装置が正常に機能したとしても、信楽駅からの上り普通列車（534D）の出発が遅れ、誤出発検知装置が作動する前に下り臨時快速列車（501D）が小野谷信号場に先着していれば、もはや対向列車は止める術はない。強引な上り普通列車（534D）の出発が時間的に間に合わなかった可能性を刑事裁判での判決は指摘している。

### 異常時の運用方法の未整備・教育訓練の不足
特殊自動閉塞に改修前の信楽線は全区間が一閉塞の票券閉塞式であり、自動閉塞を前提とした代用閉塞の必要性は極めて低かった。このことから信楽高原鐵道の従業員は異常時における代用閉塞の訓練を受ける必要性の認識が薄く、閉塞区間が増えた設備改修後に必要なはずの代用閉塞の実地訓練を行わなかった。行き違い設備を追加する改修工事に着手したのが1990年（平成2年）5月、竣工検査が世界陶芸祭の開催直前である1991年（平成3年）3月で、ハード面だけでなく運用細則などソフト面においても文字通り突貫工事であった。しかも信楽高原鐵道の要員不足からJR西日本の乗務員に対する乗り入れ教育訓練においては、信楽高原鐵道で講習を受けたJR西日本の電車区・車掌区のそれぞれ区長・助役が、乗り入れる乗務員の教育訓練を代行するものであった。それ故にJR西日本の現業員には信楽高原鐵道の運転取扱心得の教育をはじめ、信楽高原鐵道特有の線路・信号設備、運転取扱、指揮命令系統など十分に周知徹底されず、特に異常時における運転整理の手順については詳細を学ぶ機会はなかった。異常時の訓練は最後まで行われないまま放置され、JR西日本の運転士・車掌にとって異常時におけるマニュアルは事実上、ない状態であった。そして異常時の対応は都度、信楽高原鐵道に聞くようにという泥縄的なものだった。前述のように運用開始後に信号トラブルに直面した後も、正規の指導通信式による代用閉塞の取り扱いを行わないまま運転させていた。いずれの機会においても改めて代用閉塞の訓練を実施することはなく、むしろ形式だけの代用閉塞どころか、ダイヤのみに頼る閉塞無視の運転が信号故障時の運転の実際であった。

### 報告・情報伝達体制の未確立
信号システムの供用開始前からトラブルはあったものの上層部への報告はなかった。また閉塞取り扱い違反や信号故障、列車遅延ならびに運休について、所轄の運輸局への報告が義務付けられているにもかかわらず、両社は必要な報告を怠った。輸送力増強の要請を受けた直後から乗り入れにあたり、JR西日本と信楽高原鐵道は会合の場を持ち、それに必要な契約は交わしたものの、写しを現業部門に交付することもなく、また契約の詳細に至るまで乗務員に周知徹底されることはなかった。それに加え両社の運転取扱心得の比較対照も行われなかったことが、後に裁判において指摘されている。教育訓練の拙さもあり、JR西日本の運転士の中には「信楽高原鐵道線内での運転取扱心得はJR西日本のものと同じ」という言葉を信じたままの者もいた。教育訓練が不十分な中で信号トラブルが相次いだが、彼らは信楽高原鐵道の信号トラブルも、また職員の代用閉塞取扱の規定違反も上役に報告することなく、その場限りとなってしまっていた。
運転指令と各列車間の連絡手段については列車無線の周波数が違うことから、JR西日本の乗務員と信楽駅ならびに対向する信楽高原鐵道の乗務員とでは、無線通話が行えなかった。このためJR西日本側では、信楽高原鐵道線への入線時に無線の電源を切り、代わりに車載の可搬式の列車電話を使うこととなっていた。ところが小野谷信号場で赤信号のまま待たされた運転士が、実際に連絡用の列車電話機を使おうと線路に降りると、接続箱が施錠されていて使えなかった。そればかりか信号の停止措置が取られないまま、小野谷信号場にて赤信号を表示していた上り出発信号機が突然青信号に変わり、直後に赤信号に戻るという現象を現認したにもかかわらず、その異常事態が報告されることはなかった。
さらに事故前の5月7日には、亀山CTCの指令員が出発信号機のテコを定刻になっても引かず、また運転士も出発信号機の赤信号を見落としたまま発車してしまい、自動列車停止装置（ATS）が作動した。貴生川駅を出てすぐのところにある虫生野踏切が閉鎖されていないことから誤出発だったと運転士は認識し、貴生川駅員の誘導により列車を後退させたが、既に対向列車が小野谷信号場に接近しており再出発できず、この列車を運休とした。列車の運休は所轄の運輸局への事後報告が必要であるにもかかわらず、両社はその前の5月3日にあった信楽駅での信号取扱ミスによる遅延ともども、近畿運輸局に運休の報告はせずうやむやにしてしまっていた。これらのJR西日本の情報収集及び報告体制の不備による過失も、裁判において認定されている。

### 信楽高原鐵道の社内事情と押し寄せる乗客
信楽高原鐵道は第三セクターで、経営陣が滋賀県庁や町役場の出身者であったことから鉄道そのものに対する技術的知識は全くなく、運行保安に対する意識や知識も欠如していた。開催直前に非常勤に退いていた鉄道主任技術者が退職し、その補充要員をスカウトすることも、社内から信号システムの技術者を迎えることもなく、信号システム施工業者の技術者を会期中に駐在させる対応で済ませるほどに信楽高原鐵道には人員・予算ともに余裕がない状態であった。また代用閉塞の実施には多くの人員が必要になるが、会期前の打ち合わせから人員が事実上確保できないほどであった。
加えて事故当時は陶芸祭の来場客輸送に追われていた。会期中の昼間は小野谷信号場での交換を必ず行うネットダイヤであり、背景に記述したとおり定時運行は来場客輸送には絶対の条件だった。臨時の人員に加え、信号システムの保守に来ていた技術者まで動員して乗客をさばいていたほど信楽駅は混雑しており、社内の指揮命令系統は実質上、乗り入れについての交渉窓口に立った業務課長が仕切っていた状態だった。この結果、5月3日と事故当日の両日とも代用閉塞を手順通り行うには人員が全く不足していた。この状況で予期せぬ信号トラブルが発生したため、信楽駅は事実上パニック状態であった。しかも事故当日は、運行時間中に信号系を修理するという重大な違反を犯している。代用閉塞での運転を決定して小野谷信号場まで要員を自動車で派遣したが、道路の渋滞により現地にたどり着けなかった。信楽高原鐵道は代用閉塞の準備が整わないまま上り普通列車（534D）を発車させ、おそらくは継電器室での作業により誤出発検知装置が機能を失って対向列車である下り臨時快速列車（501D）は小野谷信号場を越え、正面衝突事故になった。

## 裁判

### 刑事裁判
1992年（平成4年）12月3日、滋賀県警察本部は事故当日の信楽高原鐵道の駅長と運転主任の2名、同じく事故当日に信号の修理を続けた信号設備会社の技師1名を逮捕し、この事故で信楽高原鐵道の車両に乗り込み死亡した3名を被疑者死亡として書類送検した。その一方でJR西日本の関係者は遺族会の告訴・告発にもかかわらず不起訴処分となった。事故の直接原因は信楽高原鐵道の列車運行規程違反であったことは疑いの余地がなく、逮捕された信楽高原鐵道の社員2人と信号設備会社の社員1人が、業務上過失致死傷罪などで大津地方裁判所から執行猶予付きの有罪判決を言い渡され確定した。
また、これとは別に近畿運輸局の認可を受けずに無断で信号設備を改修したとして、信楽高原鐵道とJR西日本の双方が鉄道事業法違反に問われ、先に確定していた。この刑事記録が後述の民事裁判で遺族弁護団の手に渡り、民事裁判で活用されることとなった。

### 民事裁判
刑事裁判ではJR西日本の関係者は起訴されず、遺族は失望の念を禁じ得なかった。また遺族の要請に応じ4度にわたり信楽高原鐵道・JR西日本合同で事故説明会を開催したが、信楽高原鐵道は社長の出席があったもののJR西日本の角田達郎社長は出席に応じなかった。とりわけ第1回の事故説明会の開催直前にスクープされた月刊誌『プレジデント』の記事の質問に対して、JR西日本側の回答の歯切れが悪く遺族の心証を害したこと、しかも一周忌法要でのJR西日本角田社長の発言が遺族の心証を逆撫でしたこともあり、遺族会は特にJR西日本の法的責任を明らかにすべく、1993年（平成5年）10月14日、信楽高原鐵道及びJR西日本の両社を相手取って提訴した。
1999年（平成11年）3月29日、大津地方裁判所は両社の共同不法行為を認め、両社に対し過失を認める判決を下した。信楽高原鐵道は控訴せず、JR西日本のみが控訴したが2002年（平成14年）12月26日、大阪高等裁判所は控訴を棄却し、同社の過失が改めて認定された。JR西日本は上告せず、信楽高原鐵道とJR西日本の両社の過失を認定する判決が2003年1月10日に確定した。

### 補償金の分担
信楽高原鐵道は3億円の賠償保険契約（車両損害保険を含む）を締結していたが、保険金の額はイベント開催で乗客が増加することが見込まれたにもかかわらず増額されなかった。補償費用を信楽高原鐵道単体で支弁することが資金面からほぼ不可能だったことから、JR西日本・信楽高原鐵道・信楽町役場・滋賀県庁の四者で協定を結んだ。JR西日本と信楽高原鐵道は、犠牲者補償にかかる費用と事故復旧にかかる費用とを協力して立て替えることにし、信楽高原鐵道に対しJR西日本は社員の応援、当面の費用の立替を行うことに合意した。また信楽町役場と滋賀県庁は職員の応援の他、信楽高原鐵道への資金面の応援を文面に滲ませた上で応援を行うことにした。この協定により犠牲者の補償に関しては信楽高原鐵道・JR西日本が双方折半して支払いを行うこととし、責任割合が確定した時点で事故復旧等費用とともに精算することとなった。
民事裁判の終結を受け補償金の総額は確定したものの、その負担割合についてはJR西日本・信楽高原鐵道双方で折り合いがつかなかった。2004年（平成16年）4月19日、JR西日本は大津簡易裁判所で調停を申し立て、合計17回調停の場を持ったが調停不成立に終わった。それを受け、2008年（平成20年）6月14日、JR西日本は信楽高原鐵道と、同鉄道に出資している滋賀県庁や甲賀市役所に対し、先に四者で結んだ協定を根拠として約25億3000万円の支払いを求め大阪地方裁判所に訴訟した。その内容は、被害者や遺族への補償に関係した費用等約55億7000万円のうち、JR西日本の責任割合を1割とし、JR西日本が過分に支払った額を返還するよう求めたものだった。裁判においてJR西日本は、事故の責任の大半が信楽高原鐵道側にあるためと主張した。この訴訟を受けて信楽高原鐡道の北川啓一顧問らはJR西日本の主張に対し、これまでの裁判でJR西日本にも責任があると指摘し、その主張は責任を認めていないも同然であると非難、また滋賀県の嘉田由紀子知事も「被災者補償も（JR西日本と信楽高原鐵道の）折半負担で終了しており、さらに負担することは県民の理解が得られない」とコメントした。
2011年（平成23年）4月27日、大阪地裁は過失割合についてJR西日本側が3割、信楽高原鐡道が7割とし、費用を精査した上でJR西日本に信楽高原鐡道への約11億1400万円の賠償請求権を認める一方で、JR西日本と滋賀県庁・甲賀市役場との間には損害担保契約が締結されていなかったとして、滋賀県庁や甲賀市役所に対する請求を棄却する判決を言い渡した。判決ではJR西日本側の過失を3割としたことについて、信楽高原鐡道の見切り発車を最大の過失とした上で、訴訟の争点となったJR西日本が設置した方向優先てこについて、現場を混乱に陥る原因であると改めて指摘した。またJR西日本の運転士については小野谷信号所に待機しているはずの対向列車がいないことを認識していたにもかかわらず、小野谷信号場下り出発信号に従って出発した点につき改めて注意義務違反を認定した。その他、JR西日本の信号システムに関する注意義務違反、教育・訓練の義務違反、報告義務及び報告体制確立義務違反も同時に認定している。なおJR西日本に請求権を認めた約11億1400万円については、JR西日本が請求根拠とした約55億7000万円のうち人件費などを控除した約50億円のうち、JR西日本が過分に負担した費用部分である。
この判決を受け訴えた側のJR西日本は控訴しない方針を示し、また信楽高原鐡道も2011年（平成23年）5月10日、臨時取締役会と臨時株主総会を開き控訴しない方針を決め、判決が確定した。同時にJR西日本は、裁判で認められた信楽高原鐡道への賠償請求権を放棄することを表明した。

## 影響
この事故の後、鉄道会社間相互で行われる直通運転に対して鉄道車両と運転方法の安全性など鉄道運転業務面の問題点が指摘されるようになった。また、この事故の遺族の運動により、鉄道の分野での事故調査委員会が初めて設けられるようになった。

### 鉄道会社間の直通運転
有田鉄道などでは従来行ってきたJRへの定期列車乗り入れを廃止した。
また、鹿島臨海鉄道とJR東日本の間における「ビーチイン大洗ひたち」号（当初予定の大洗駅までの直通を水戸駅での接続・乗り換えに変更）など、臨時列車におけるJRと私鉄・第三セクター鉄道間の直通運転も、不測の事態への対処がしにくいということで、事故を契機に多くが中止された（投資の割に利用客が少ないという、費用対効果の面もあったとされている）。
さらに直通運転に関しては、周到な用意と訓練を行うことが求められるようになり、また従来は直通運転の相手先まで乗務員がそのまま乗務していることもあったが、事故後は自社線のみ乗務することが多くなった。
この乗務の一例を挙げると、2005年日本国際博覧会の輸送ではJR東海・中央本線 - 愛知環状鉄道線直通列車（エキスポシャトル）に関し、高蔵寺駅にて業務交代を行った。また、事故当時、北近畿タンゴ鉄道（現：京都丹後鉄道）では、乗り入れ時に運転士の交代を行っている例として、マスコミの取材を受けていたことがあった（JR宮津線時代から山陰本線との乗り入れ運転が多く、この事故後も特急は北近畿タンゴ鉄道・JR西日本双方が相手側線区との乗り入れを継続して行っている）。

### 事故後の信楽高原鐵道
信楽高原鐵道ではこの事故後「世界陶芸祭」に対する輸送力強化のために多額の費用をかけ新設した小野谷信号場を使用中止とした。また、小野谷信号場使用時代は特殊自動閉塞だったものを、貴生川駅 - 信楽駅間全線を一閉塞とした従前のスタフ閉塞として、1991年（平成3年）12月8日に運行を再開した。2025年（令和7年）現在もこの一閉塞運行は続けられており、小野谷信号場使用当時は1日26往復、最小27分であった運転間隔が現在は1日15往復、最小1時間間隔となっている。また、当時の社員数20名のうち事故で5名の社員を失い、事故を起こした編成のうち2両が廃車となった（JR車も1両が廃車）。
なお「世界陶芸祭セラミックワールドしがらき'91」は会期を5月26日まで残していたが、事故翌日から開催を休止し、そのまま終了となった。
さらに事故の補償で巨額の補償金支払いに迫られた信楽高原鐡道は、滋賀県庁よび信楽町役場からの貸付金20億円余りを補償に充てた。また無利子貸付基金の受け入れにより、基金の運用益から貸付金を返済する支援が実施されたが、金利低迷で実らなかった。県・市からの安全対策経費の補填も2004年より実施されたが一連の裁判の終結後、信楽高原鐵道は2012年2月に自力再建を断念し、被害者補償のために借り入れた資金について、借入元の滋賀県庁舎と甲賀市役所に対し、債権の放棄か減額を求めて調停を申し立てる事態になった。2013年（平成25年）2月に滋賀県庁と甲賀市役場は債権放棄で受諾する特定調停が成立。その後、同年4月1日、地域公共交通の活性化及び再生に関する法律に基づく鉄道事業再構築実施計画により上下分離方式に移行した。信楽高原鐵道が信楽線の第二種鉄道事業者となり、線路や車両等の鉄道施設を無償譲渡された甲賀市役所が第三種鉄道事業者となった。
2011年（平成23年）に補償での負担割合を巡るJR西日本と信楽高原鐵道との訴訟が終結し、両社と滋賀県庁・甲賀市役所が共同メッセージで安全を宣誓したのを機に、信楽高原鐵道で当時顧問となっていた北川啓一らが中心となって、この事故の教訓をまとめた冊子を編集し、図書館や関係者らに配布する予定だったが、2013年（平成25年）に社長となった正木仙治郎（甲賀市副市長）が「JR西日本を批判した文言がある」などとして、作成に関わった関係者にのみ配布し、冊子の存在を部外秘にしていることが、2022年5月に『毎日新聞』の報道により判明した。有識者や弁護士らからは「公表が事故の風化防止になる」「当事者企業が事故を総括する冊子を作ることは有意義であり、会社として作製を決定した以上、完成した冊子への批判があれば甘んじて受けるべきだし、死蔵しているのは社会的損失だ」との指摘が出ている。

### 車両の見直し
この事故により、信楽高原鐵道側はSKR202（1987年製造）とSKR204（1988年製造）が、JR西日本側はキハ58 1023（1967年製造）がそれぞれ廃車となった。このほか、信楽高原鐵道の事故車両であるSKR200形についても（レールバス・LE-Carシリーズ）、その脆弱性が問題となった。同車種は本来バス向けの車体構造や部品を多数用いて大幅な価格低減、徹底的な軽量化による燃費向上を実現した車両で、日本国有鉄道（国鉄）の赤字ローカル線（特定地方交通線）を引き継いで発足した日本各地の第三セクター鉄道各社がこぞって導入していた。
だが、1960年代の国鉄設計であるキハ58系と正面衝突し、原形を留めないほど無残に大破したレールバスの姿は、鉄道業界に大きなショックを与えた。乗用車との衝突による踏切事故のような、比較的小規模な衝突事故などは考慮して設計されていたが、鉄道車両同士の正面衝突のような大規模な事故までは想定しておらず、その上で極端な軽量化が図られたレールバスでは衝突事故時の安全性は低かった。もともと想定寿命の短い車両ではあったが、日本におけるレールバスは1990年代後半頃には大半が淘汰されるに至った。
本事故以降の新造車は、NDCなどのより本来の鉄道車両に近い設計への回帰が進んだ。

## 事故をめぐる報道

### 報道各社の救助活動の阻害
事故現場には警察のヘリコプターの他、報道各社のヘリコプターも乱れ飛んだ。そのヘリコプターの爆音が現場で救出・処置にあたる救急隊の指示の声を聞こえにくくさせ活動を阻害した。また報道関係者が列車内にまで入り込んで取材活動をしたり、事故現場直近の紫香楽病院に殺到したりするなど、救出活動の阻害行為が複数の救助当事者より指摘された。なお報道ヘリの活動については阪神・淡路大震災およびJR福知山線脱線事故においても再び指摘されることとなった。
なお当時はヘリコプターによる患者搬送は一般のヘリコプターでは不可能であったが、現場近くの臨時ヘリポートから山向こうの滋賀医科大学医学部附属病院までヘリコプターによる重症者の搬送が行われた。搬送は奏功したが、受け入れ先のヘリポート不備、代替ヘリポートの使用困難等から課題を残した。

### その他
この事故が起こった5月14日の夜には大相撲の横綱千代の富士が現役引退を表明したため、テレビ局などの報道機関にとっては事故の報道と横綱の引退報道が相まって、多忙をきわめた一日となった。

## 遺族の活動

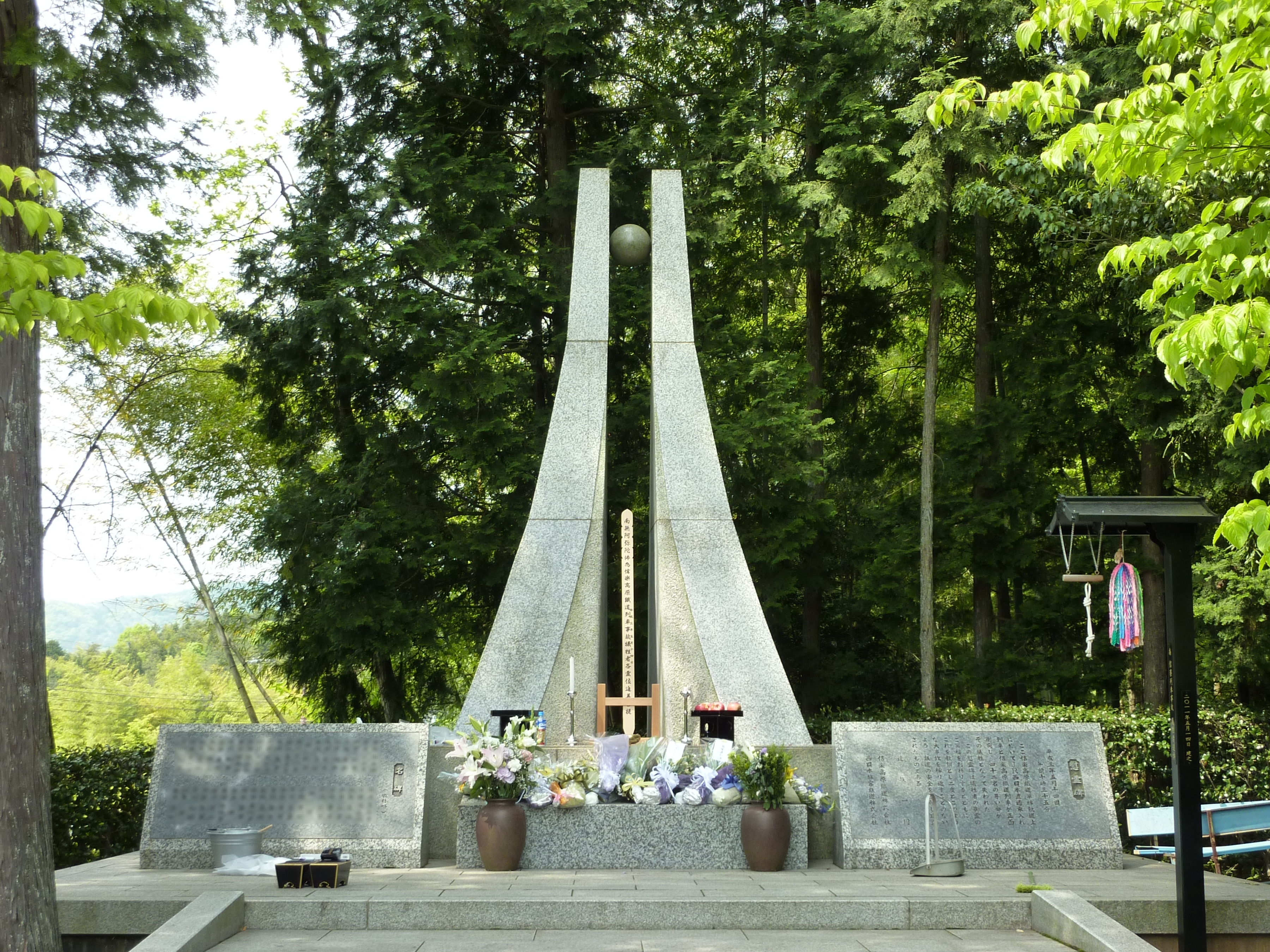
犠牲者追悼法要当日の慰霊碑（2012年撮影）

### 鉄道安全推進会議（TASK）
1993年（平成5年）8月、鉄道安全推進会議（TASK）が設立された（初代会長は臼井和男）。鉄道安全推進会議は事故の責任を追及する活動とは一線を画し、鉄道会社とも協力して、再発防止を最終目標に公平で独立した鉄道事故の調査機関設置を国に求め活動を行った。
2018年（平成30年）5月2日、遺族会代表世話人と訴訟原告団長を務めた吉崎俊三が死去した。吉崎世話人は妻をこの事故で亡くしている。1991年（平成3年）7月、遺族会を結成し代表世話人となる。1993年（平成5年）8月、他の遺族らと民間団体「鉄道安全推進会議」（TASK）を結成。2005年（平成17年）から2014年（平成26年）まで同会議の代表（議長）を務めた。
2019年（令和元年）6月、鉄道安全推進会議は解散決議を行い活動を終えた。

#### 福知山線事故遺族らとの交流
吉崎は、2005年（平成17年）に起きたJR福知山線脱線事故後、一人娘を亡くした藤崎光子と会い、信楽事故で「僕たちが徹底的に原因を究明しなかったから、事故が起こって残念でたまりません。申し訳ない」と泣いて詫び「遺族一人一人では立ち向かえない」と助言し、藤崎は経営していた印刷会社を畳んで遺族のネットワークを結成。藤崎は、重大事故を起こした法人やその代表者の刑事責任を問う「組織罰」制度の導入を訴えているほか、国内外の他の重大事故の犠牲者遺族と交流している（日本航空123便墜落事故、韓国の大邱地下鉄放火事件やセウォル号沈没事故、台湾の北廻線太魯閣号脱線事故）。

### 鉄道事故調の設置・被害者救済に関する活動
鉄道安全推進会議の中心メンバーは、欧米の事故調査機関を視察し、運輸大臣（当時）らに鉄道事故を対象にした独立調査機関の設置を要望し、2001年（平成13年）の国土交通省航空・鉄道事故調査委員会（のち運輸安全委員会）の設置につなげた。
また、鉄道安全推進会議は日本航空123便墜落事故、明石花火大会歩道橋事故、JR福知山線脱線事故等の遺族らとも連携し、事故被害者の支援充実や体制強化を国に求める運動を行った。

### セーフティーしがらき
1997年（平成9年）4月30日、信楽駅敷地内に事故に関する資料を展示した「セーフティーしがらき」がオープンした。これは「事故を風化させたくない」という遺族の要望を受けたもので、一般人も見学できる。また非公開ではあるものの、事故車となったSKR200形の車両の一部や事故関連の部品などは、信楽高原鐵道が保管している。

### 慰霊・追悼
事故現場近くには慰霊碑が建てられ、事故発生日である5月14日には遺族とJR西日本、信楽高原鐵道などによる追悼法要が行われている。発生時刻前後に現場を通過する列車は哀悼の意を表するため警笛を鳴らしている。事故から30年目の2021年（令和3年）5月14日の法要では、犠牲者の数と同じ42本の蝋燭が灯され、鉄道2社の社長が「安全の鐘」を鳴らした。JR西日本社長の長谷川一明は「事故を風化させず、教訓を引き継いでいきたい」と述べた。

## 参考図書
- 網谷りょういち『信楽高原鐵道事故』日本経済評論社、1997年10月20日。ISBN 4-8188-0953-5。
- JR西日本信楽高原鐡道列車衝突事故犠牲者遺族の会、信楽列車事故被害者弁護団『信楽列車事故 JR西日本と闘った4400日』現代人文社、2005年5月30日。ISBN 4-87798-259-0。
- 滋賀災害看護研究会『信楽高原鉄道列車衝突事故救護活動報告書』滋賀災害看護研究会、2001年9月。
- 佐野眞一『ドキュメント｢信楽高原鉄道事故｣』プレジデント社〈プレジデント〉、1991年10月、430-439頁。
- 鈴木哲法 著、京都新聞社 編『検証信楽列車事故 鉄路安全への教訓』京都新聞出版センター、2004年2月26日。ISBN 4-7638-0530-4。